# 湖南金融技术职工大学
湖南金融技术职工大学（英語：Hunan Financial Technology Worker College）位于湖南省长沙市长沙县洪山路596号，为湖南省一所高等成人大学。

## 历史
1980年，中国农业银行建立了“湖南金融技术职工大学”。

## 学校院系
湖南金融技术职工大学一共4个系。
- 金融管理与实务
- 计算机应用技术
- 财务信息管理
- 法律事务
- 文秘